# Acantharachne lesserti
Acantharachne lesserti is een spinnensoort in de taxonomische indeling van de wielwebspinnen (Araneidae).
Het dier behoort tot het geslacht Acantharachne. De wetenschappelijke naam van de soort werd voor het eerst geldig gepubliceerd in 1930 door Giltay.